# Angelina Shkatova
Angelina Anatolyevna Shkatova (russo:  Ангелина Анатольевна Шкатова; IPA: [ɐnɡʲɪˈlʲinə ˈʂkatəvə]; Vladimir, 25 de janeiro de 2001) é uma ginasta russa, medalhista olímpica.

## Carreira
Shkatova conquistou a medalha de prata nos Jogos Olímpicos de Verão de 2020 em Tóquio, como representante do Comitê Olímpico Russo, na prova feminina por equipes da ginástica rítmica, ao lado de Alisa Tishchenko, Anastasia Bliznyuk, Anastasia Maksimova e Anastasia Tatareva, com um total de 90.700 pontos na sua performance.